# Тунисский диалект арабского языка
Тунисский диалект арабского языка (тунис. تونسي‎, [ˈtuːnsi]) — одна из разновидностей (дарижа) магрибинского арабского языка, распространённая в Тунисской Республике в Северной Африке. Всего в мире насчитывается 11 206 900 носителей тунисского диалекта, из них 10,8 млн проживают в Тунисе.
Тунисский диалект, который является родным для подавляющего большинства жителей Туниса, принадлежит к западной группе диалектов арабского языка, распространённой в странах Магриба: Марокко, Мавритании, Алжире, Тунисе и Ливии. В отличие от литературного арабского языка, который является официальным языком страны и используется в литературе и прессе, применение тунисского диалекта в качестве письменного языка — довольно редкое явление. Тунисский обиходно-разговорный язык, сформировавшийся на основе говора столицы Туниса (койне), в котором живут около 20 % населения страны, используется в быту при устном неофициальном общении.
Впервые тунисский диалект был введён в литературу писателем и драматургом Али ад-Дуаджи (1909—1949) в июне 1938 года в новелле «Потухший фонарь» (аль-Мисбах аль-музлим), опубликованной в газете «аль-Калям аль-хурр» («Свободное перо»).